# Junior Mwanga
Junior Mwanga, né le 11 mai 2003 à Lyon (Rhône), est un footballeur franco-congolais qui évolue au poste de défenseur central au RC Strasbourg.

## Biographie

### En club
Né le 11 mai 2003 à Lyon, dans la circonscription départementale du Rhône, en France, ses parents sont originaires de la république démocratique du Congo. Junior Mwanga passe sa jeunesse dans la Ville des Lumières. 
Il passe par le C.A.S. Cheminots Oullins Lyon avant de rejoindre le FC Lyon en 2017. Lors de la saison 2018-2019, il disputera le championnat national U17 avec son club. Le défenseur central disputera l'intégralité des rencontres de la phase retour. Le FC Lyon terminera en tête de sa poule au terme de la saison, devant les clubs professionnels de l'Olympique lyonnais et l'AS Saint-Étienne, permettant au club de disputer pour la première fois de leur histoire la phase finale du championnat. Le parcours de Junior Mwanga s'arrêtera en quarts de finale après avoir été défait par le Montrouge Football Club 92.

#### Girondins de Bordeaux
Junior Mwanga intègre la section des moins de 17 ans des Girondins de Bordeaux en mai 2019 pour y poursuivre sa formation.
Le 21 mai 2022, il joue son premier match en professionnel, son entraîneur David Guion le titularise lors de la dernière journée de Ligue 1 2021-2022 face au Stade brestois. Il évoluera dans une défense à trois aux côtés de Marcelo et Anel Ahmedhodžić pour cette ultime rencontre de la saison, qui scellera la descente en Ligue 2 du club malgré une victoire 4-2.
Le 3 août 2022, il signe son premier contrat professionnel avec les Girondins de Bordeaux jusqu'en juin 2025.
Après la relégation des Girondins de Bordeaux, lanterne rouge à l'issue de la saison 2021-2022, Junior Mwanga découvre la Ligue 2. Il dispute les premiers matchs de championnat en attendant le passage du club devant la DNCG pour officialiser les recrues. En enchaînant les bonnes performances, il s'imposera dans le 11 bordelais.
Pendant les matchs amicaux de la trêve internationale de novembre et décembre due à la Coupe du monde 2022, David Guion le fera évoluer dans un nouveau rôle de milieu défensif devant Yoann Barbet et Stian Gregersen pour pallier les suspensions et blessures au milieu de terrain lors la reprise de la Ligue 2 face au leader, Le Havre AC.
Le 24 février 2023, Junior Mwanga prolonge avec les Girondins de Bordeaux en signant un nouveau contrat courant jusqu'en juin 2027.

#### RC Strasbourg
Le 8 août 2023, Junior Mwanga s'engage en faveur du RC Strasbourg en paraphant un contrat de quatre ans jusqu'en 2027,,.

### En sélection
Junior Mwanga représente la France dans les sélections de jeunes. Le 17 novembre 2022, il est sélectionné pour la première fois avec les moins de 20 ans contre l'Indonésie. Il inscrira son premier but en sélection lors d'un match amical contre les États-Unis (victoire 0-4).
Sa sélection en équipe de France U20 est envisagée pour la Coupe du monde 2023 mais les Girondins de Bordeaux refusent de le laisser partir.

## Statistiques
| Saison                | Club                  | Championnat           | Championnat | Championnat | Coupe(s) nationale(s) | Coupe(s) nationale(s) | Compétition(s) continentale(s) | Compétition(s) continentale(s) | Compétition(s) continentale(s) | Total | Total |
| Saison                | Club                  | Division              | M.          | B.          | M.                    | B.                    | Comp.                          | M.                             | B.                             | M.    | B.    |
| 2021-2022             | Girondins de Bordeaux | Ligue 1               | 1           | 0           | -                     | -                     | -                              | -                              | -                              | 1     | 0     |
| 2022-2023             | Girondins de Bordeaux | Ligue 2               | 26          | 0           | 2                     | 0                     | -                              | -                              | -                              | 28    | 0     |
| 2023-2024             | RC Strasbourg         | Ligue 1               | 22          | 1           | 3                     | 0                     | -                              | -                              | -                              | 25    | 1     |
| 2024-2025             | Havre AC (prêt)       | Ligue 1               | 19          | 1           | 0                     | 0                     | -                              | -                              | -                              | 19    | 1     |
| Total sur la carrière | Total sur la carrière | Total sur la carrière | 68          | 2           | 5                     | 0                     | -                              | -                              | -                              | 73    | 2     |